# David Reuveni
David Reuveni (auch Reubeni, hebräisch: דוד הראובני; geboren um 1485 möglicherweise in Chaibar; gestorben um 1538 wahrscheinlich in Llerena) war ein jüdischer Reisender aus dem Orient, der eine militärische Allianz zwischen Juden und Christen herstellen wollte, um die heiligen Stätten in Palästina von den Osmanen zu befreien, und von zahlreichen Juden als Messias verehrt, von anderen als Betrüger und falscher Messias verdammt wurde. Überliefert ist sein in hebräischer Sprache verfasstes Tagebuch, aus dem die meisten Informationen über ihn stammen. 

## Leben
Für David Reuvenis Herkunft gibt es keine Belege außer den Darstellungen in seinem in großen Teilen erhaltenen Tagebuch. Er behauptete, ein Abgesandter seines Bruders Joseph zu sein, der im Oasengebiet Chaibar in Arabien als König über die verlorenen biblischen Stämme Ruben, Gad und Manasse herrsche; daher trug er selbst den Beinamen „Reuveni“ („vom Stamme Ruben abkünftig“). In seinem Tagebuch berichtet er, dass er einige Jahre in Alexandria und Jerusalem verbracht habe. Demnach tauchte er 1523, offenbar vom Oberlauf des Nils kommend, in Kairo auf und wandte sich an den Vorsteher der dortigen jüdischen Gemeinde, Abraham de Castro. Von Kairo reiste er über Gasa nach Hebron, um die Gräber der biblischen Patriarchen zu besuchen. In Jerusalem verweilte er einige Wochen auf dem Tempelberg, danach kehrte er nach Alexandria zurück und schiffte sich dort nach Italien ein. Die Juden der Levante verständigten inzwischen brieflich ihre italienischen Glaubensbrüder von der Anreise Reuvenis, der im Herbst 1523 in Venedig an Land ging. Dort fand er die Unterstützung des jüdischen Malers Moses da Castellazzo. Im Februar 1524 erreichte Reuveni mit Unterstützung venezianischer Juden Rom, wo er wie ein König auf einem Schimmel einritt und verkündete, eine wichtige Botschaft für den Papst zu überbringen.
Tatsächlich gewährte ihm Papst Clemens VII. eine Audienz. Nachdem osmanische Heere Belgrad und Malta besetzt hatten, sah sich die christliche Welt in Bedrängnis, und der Papst nahm den Vorschlag Reuvenis an, ein christlich-jüdisches Bündnis gegen die Muslime zu schmieden und Reuvenis Bruder, König Joseph, und dessen Truppen Hilfe zu schicken. So ging Reuveni 1525 mit einem päpstlichen Empfehlungsschreiben an den Hof Johanns III., des Königs von Portugal. Darin forderte der Papst diesen auf, Waffen und Schiffe für die jüdischen Krieger zur Verfügung zu stellen. 
Reuveni verbrachte zwei Jahre am portugiesischen Hof. Dort begegnete er Diogo Pires, dem Schreiber des Königs, einem Marranen, der ihm gegenüber andeutete, dass er zum Judentum konvertieren wolle. Reuveni sah daraufhin seine politische Mission gefährdet, da er durch seine Verbindung zu Pires in den Verdacht geraten konnte, dessen Konversion (Pires beschnitt sich schließlich selbst) gefördert zu haben. Die Abkehr vom christlichen Glauben ebenso wie die Förderung derselben waren in Portugal unter Androhung der Todesstrafe verboten. Reuveni empfahl Pires, der sich nun Salomon Molcho nannte, nach Jerusalem zu fliehen, und auch er selbst verließ eilig Portugal. Nach seiner Flucht geriet Reuveni in der Provence in Gefangenschaft, wurde jedoch von dortigen Juden freigekauft.
Im Jahr 1530 erschien Reuveni erneut in Venedig. Hier – wie an früheren Stationen seiner Reise – wurde er von vielen Juden als Messias gefeiert; andere lehnten ihn ab und bezichtigten ihn des Betrugs. Federico II. Gonzaga, Herzog von Mantua, übermittelte Zeugnisse, wonach Reuveni der Ketzerei schuldig war, an Papst Clemens VII. und Kaiser Karl V. Als Reuveni im Jahr 1532 Salomon Molcho in Venedig wiedertraf, beschlossen beide, gemeinsam zum Reichstag nach Regensburg zu reisen, um dem Kaiser ihr Anliegen des Kampfes gegen die Ungläubigen vorzutragen. Doch Karl V. ließ sie verhaften und nahm sie nach Mantua mit, wo Pires als rückfälligem Marranen der Ketzerprozess gemacht wurde. Da nur die Konversion, nicht aber die Zugehörigkeit zum Judentum selbst verfolgt wurde, überlebte Reuveni, blieb aber in Haft. Später wurde er nach Spanien gebracht, wo er um 1538 starb.

## Literarisches Nachleben
Die Lebensgeschichte von David Reuveni und Diogo Pires wurde mehrmals literarisch verarbeitet, so in einer zwischen 1913 und 1927 entstandenen hebräischsprachigen Romantrilogie von Aharon Avraham Kabak und zuletzt in Marek Halters Roman Der Messias (französisch 1996, deutsche Übersetzung 1999). 
In deutscher Sprache nahm sich 1925 Max Brod in seinem Roman Reubeni, Fürst der Juden des Themas an (später zum Theaterstück umgearbeitet).